# Futbol'nyj Klub Zenit Sankt-Peterburg 2019-2020
Questa voce raccoglie le informazioni riguardanti lo Zenit Sankt-Peterburg nelle competizioni ufficiali della stagione 2019-2020.

## Maglie e sponsor
Lo sponsor tecnico per la stagione 2019-2020 è Nike mentre lo sponsor ufficiale è Gazprom.
| Casa | Trasferta | Terza divisa |

## Rosa
| N. |                      | Ruolo | Calciatore                    |
| -- | -------------------- | ----- | ----------------------------- |
| 3  | Brasile (bandiera)   | D     | Douglas Santos                |
| 4  | Venezuela (bandiera) | D     | Yordan Osorio                 |
| 5  | Colombia (bandiera)  | C     | Wílmar Barrios                |
| 6  | Serbia (bandiera)    | D     | Branislav Ivanović (capitano) |
| 7  | Iran (bandiera)      | A     | Sardar Azmoun                 |
| 8  | Brasile (bandiera)   | A     | Malcom                        |
| 9  | Russia (bandiera)    | A     | Aleksandr Kokorin             |
| 10 | Argentina (bandiera) | C     | Emiliano Rigoni               |
| 11 | Argentina (bandiera) | A     | Sebastián Driussi             |
| 14 | Russia (bandiera)    | C     | Daler Kuzjaev                 |
| 15 | Russia (bandiera)    | D     | Vjačeslav Karavaev            |
| 17 | Russia (bandiera)    | C     | Oleg Šatov                    |
| 18 | Russia (bandiera)    | C     | Jurij Žirkov                  |
| 19 | Russia (bandiera)    | D     | Igor' Smol'nikov              |

| N. |                       | Ruolo | Calciatore         |
| -- | --------------------- | ----- | ------------------ |
| 20 | Slovacchia (bandiera) | C     | Róbert Mak         |
| 21 | Russia (bandiera)     | C     | Aleksandr Erochin  |
| 22 | Russia (bandiera)     | A     | Artëm Dzjuba       |
| 24 | Argentina (bandiera)  | D     | Emanuel Mammana    |
| 27 | Russia (bandiera)     | C     | Magomed Ozdoev     |
| 32 | Argentina (bandiera)  | C     | Matías Kranevitter |
| 38 | Russia (bandiera)     | C     | Leon Musaev        |
| 41 | Russia (bandiera)     | P     | Michail Keržakov   |
| 44 | Ucraina (bandiera)    | D     | Jaroslav Rakyc'kyj |
| 78 | Russia (bandiera)     | P     | Aleksandr Vasjutin |
| 87 | Russia (bandiera)     | D     | Danila Prochin     |
| 91 | Russia (bandiera)     | C     | Aleksej Sutormin   |
| 92 | Russia (bandiera)     | A     | Daniil Šamkin      |
| 99 | Russia (bandiera)     | P     | Andrej Lunëv       |

## Calciomercato

### Sessione estiva
| Acquisti         | Acquisti           | Acquisti     | Acquisti               |
| R.               | Nome               | da           | Modalità               |
| ---------------- | ------------------ | ------------ | ---------------------- |
| P                | Aleksandr Vasjutin | Sarpsborg    | definitivo (0,7 mln €) |
| D                | Vjačeslav Karavaev | Vitesse      | definitivo (8 mln €)   |
| D                | Danil Krugovoj     | Ufa          | definitivo (2 mln €)   |
| D                | Yordan Osorio      | Porto        | prestito               |
| D                | Douglas Santos     | Amburgo      | definitivo (12 mln €)  |
| C                | Aleksej Sutormin   | Rubin        | definitivo (3 mln €)   |
| A                | Malcom             | Barcellona   | definitivo (40 mln €)  |
| Altre operazioni |                    |              |                        |
| R.               | Nome               | da           | Modalità               |
| P                | Egor Baburin       | Rubin        | fine prestito          |
| P                | Jurij Lodygin      | Olympiacos   | fine prestito          |
| D                | Miha Mevlja        | Rostov       | fine prestito          |
| D                | Ivan Novosel'cev   | Rostov       | fine prestito          |
| C                | Ibragim Callagov   | Rubin        | fine prestito          |
| A                | Luka Đorđević      | Arsenal Tula | fine prestito          |
| A                | Andrej Panjukov    | Ural         | fine prestito          |
| A                | Dmitrij Poloz      | Rubin        | fine prestito          |

| Cessioni         | Cessioni          | Cessioni               | Cessioni               |
| R.               | Nome              | a                      | Modalità               |
| ---------------- | ----------------- | ---------------------- | ---------------------- |
| D                | Aleksandr Anjukov | Kryl'ja Sovetov Samara | prestito               |
| D                | Ibragim Callagov  | Soči                   | definitivo (0,8 mln €) |
| D                | Ėl'mir Nabiullin  | Soči                   | definitivo (3 mln €)   |
| D                | Luís Neto         | Sporting Lisbona       | svincolato             |
| D                | Denis Terent'ev   | Ufa                    | prestito               |
| C                | Hernani           | Parma                  | prestito               |
| C                | Claudio Marchisio |                        | svincolato             |
| C                | Christian Noboa   | Soči                   | definitivo (3 mln €)   |
| C                | Emiliano Rigoni   | Sampdoria              | prestito               |
| A                | Anton Zabolotnyj  | Soči                   | svincolato             |
| Altre operazioni |                   |                        |                        |
| R.               | Nome              | da                     | Modalità               |
| P                | Egor Baburin      | Rostov                 | definitivo (0,5 mln €) |
| P                | Jurij Lodygin     | Gaziantep              | svincolato             |
| D                | Danil Krugovoj    | Ufa                    | prestito               |
| D                | Miha Mevlja       | Soči                   | definitivo (4 mln €)   |
| D                | Ivan Novosel'cev  | Soči                   | (definitivo (3 mln €)  |
| C                | Andrej Mostovoj   | Soči                   | prestito               |
| A                | Luka Đorđević     | Lokomotiv Mosca        | definitivo (2,5 mln €) |
| A                | Andrej Panjukov   | Ural                   | definitivo (0,3 mln €) |
| A                | Dmitrij Poloz     | Soči                   | definitivo (3 mln €)   |

### Sessione invernale
| Acquisti | Acquisti        | Acquisti  | Acquisti      |
| R.       | Nome            | da        | Modalità      |
| -------- | --------------- | --------- | ------------- |
| C        | Emiliano Rigoni | Sampdoria | fine prestito |

| Cessioni | Cessioni           | Cessioni  | Cessioni   |
| R.       | Nome               | a         | Modalità   |
| -------- | ------------------ | --------- | ---------- |
| C        | Matías Kranevitter | Monterrey | svincolato |
| C        | Róbert Mak         | Konyaspor | svincolato |
| A        | Aleksandr Kokorin  | Soči      | prestito   |

## Risultati

### Prem'er-Liga

#### Girone d'andata
| Arbitro: | Es'kov |

|                        |           |            |
| Erochin 46’ Dzjuba 46’ | Marcatori | 71’ Benito |

| Arbitro: | Matjunin |

|  |           |                              |
|  | Marcatori | 30’ (rig.) Azmoun 88’ Ozdoev |

| Arbitro: | Karasëv |

|  |           |                              |
|  | Marcatori | 30’ (rig.) Azmoun 55’ Dzjuba |

| Arbitro: | Es'kov |

|              |           |                      |
| Dzjuba 90+1’ | Marcatori | 80’ (aut.) D. Santos |

| Arbitro: | Turbin |

|  |           |                       |
|  | Marcatori | 10’ Dzjuba 88’ Ozdoev |

| San Pietroburgo 17 agosto 2019, ore 19:00 MSK 6ª giornata | Zenit San Pietroburgo | 0 – 0 referto | Achmat Groznyj | Stadio San Pietroburgo (48 468 spett.)\| Arbitro: \| Matjunin \| |
| Arbitro:                                                  | Matjunin              |               |                |                                                                  |

| Arbitro: | Ivanov |

|           |           |  |
| Fomin 79’ | Marcatori |  |

| Arbitro: | Meškov |

|  |           |            |
|  | Marcatori | 41’ Žirkov |

| Arbitro: | Kukjan |

|                                        |           |               |
| Dzjuba 5’ Driussi 66’ (rig.) Šatov 88’ | Marcatori | 56’ Berchamov |

| Arbitro: | Karasëv |

|                                                  |           |  |
| Ivanović 58’ Sutormin 65’, 75’ Mak 82’ Šatov 87’ | Marcatori |  |

| Arbitro: | Vilkov |

|                |           |  |
| Krychowiak 48’ | Marcatori |  |

| Arbitro: | Vološin |

|           |           |                                   |
| Šatov 58’ | Marcatori | 3’ Ivanović 27’ Ozdoev 63’ Azmoun |

| Arbitro: | Karasëv |

|                                                                          |           |                     |
| Dzjuba 14’ (rig.), 20’, 80’ (rig.) Azmoun 44’ Karavaev 61’ Barrios 90+2’ | Marcatori | 83’ (rig.) Erëmenko |

| Arbitro: | Vasil'ev |

|  |           |                         |
|  | Marcatori | 28’ Žirkov 90+3’ Dzjuba |

| Arbitro: | Vilkov |

|             |           |              |
| Erochin 73’ | Marcatori | 45+1’ Vlašić |

#### Girone di ritorno
| Arbitro: | Es'kov |

|  |           |            |
|  | Marcatori | 63’ Azmoun |

| Arbitro: | Ivanov |

|            |           |                      |
| Markov 66’ | Marcatori | 8’ Azmoun 79’ Dzjuba |

| Arbitro: | Meškov |

|                    |           |  |
| Kutepov 21’ (aut.) | Marcatori |  |

| Arbitro: | Vološin |

|                                     |           |  |
| Azmoun 6’ Ivanović 35’ Dzjuba 45+1’ | Marcatori |  |

| San Pietroburgo 29 febbraio 2020, ore 19:00 MSK 20ª giornata | Zenit San Pietroburgo | 0 – 0 referto | Lokomotiv Mosca | Stadio San Pietroburgo (51 463 spett.)\| Arbitro: \| Turbin \| |
| Arbitro:                                                     | Turbin                |               |                 |                                                                |

| San Pietroburgo 9 marzo 2020, ore 19:00 MSK 21ª giornata | Zenit San Pietroburgo | 0 – 0 referto | Ufa | Stadio San Pietroburgo (42 191 spett.)\| Arbitro: \| Suchoj \| |
| Arbitro:                                                 | Suchoj                |               |     |                                                                |

| Arbitro: | Moskalëv |

|                                                                   |           |                     |
| Azmoun 8’, 15’, 61’ Dzjuba 12’, 72’ (rig.) Malcom 27’ Driussi 69’ | Marcatori | 65’ (rig.) Panjukov |

| Arbitro: | Ivanov |

|  |           |                                            |
|  | Marcatori | 2’ Ivanović 9’, 45+2’ Malcom 90+4’ Driussi |

| Arbitro: | Kukujan |

|                               |           |               |
| Dzjuba 64’ (rig.), 70’ (rig.) | Marcatori | 44’ Glušenkov |

| Arbitro: | Vilkov |

|                     |           |                         |
| Ciupercă 88’ (rig.) | Marcatori | 43’ Azmoun 90+1’ Rigoni |

| Arbitro: | Karasëv |

|                |           |                                                 |
| Utkin 29’, 50’ | Marcatori | 5’, 52’ Azmoun 45+1’ (rig.) Dzjuba 72’ Sutormin |

| Arbitro: | Turbin |

|                       |           |               |
| Malcom 33’ Azmoun 76’ | Marcatori | 5’ Zabolotnyj |

| Arbitro: | Vilkov |

|           |           |             |
| Ivanov 6’ | Marcatori | 22’ Driussi |

| Arbitro: | Meškov |

|                                               |           |             |
| Malych 2’ (aut.) Azmoun 61’, 77’ Dzjuba 90+1’ | Marcatori | 32’ Fameyeh |

| Arbitro: | Karasëv |

|                 |           |                       |
| Zaınýtdınov 18’ | Marcatori | 72’ Rigoni 75’ Azmoun |

### Coppa di Russia
| Arbitro: | Vološin |

|             |           |                             |
| Savičev 14’ | Marcatori | 58’ (rig.) Sutormin 64’ Mak |

| Arbitro: | Panin |

|                                                   |           |  |
| Smol'nikov 13’ Sutormin 56’ Erochin 67’ Šatov 81’ | Marcatori |  |

| Arbitro: | Vološin |

|                  |           |                       |
| Roshi 59’ (rig.) | Marcatori | 78’ Rigoni 97’ Žirkov |

| Arbitro: | Ivanov |

|                                 |           |               |
| Azmoun 24’ (rig.) Kuzjaev 45+3’ | Marcatori | 45+1’ Sobolev |

| Arbitro: | Moskalëv |

|                   |           |  |
| Dzjuba 84’ (rig.) | Marcatori |  |

### Champions League

#### Fase a gironi
| Arbitro: | Oliver |

|                  |           |            |
| Depay 51’ (rig.) | Marcatori | 41’ Azmoun |

| Arbitro: | del Cerro Grande |

|                                       |           |              |
| Dzjuba 21’ Dias 70’ (aut.) Azmoun 78’ | Marcatori | 85’ de Tomás |

| Arbitro: | Palabıyık |

|                         |           |               |
| Laimer 49’ Sabitzer 59’ | Marcatori | 25’ Rakyc'kyj |

| Arbitro: | Grinfeeld |

|  |           |                          |
|  | Marcatori | 45+5’ Demme 63’ Sabitzer |

| Arbitro: | Orsato |

|                       |           |  |
| Dzjuba 42’ Ozdoev 84’ | Marcatori |  |

| Arbitro: | Mateu Lahoz |

|                                              |           |  |
| Cervi 47’ Pizzi 58’ (rig.) Azmoun 79’ (aut.) | Marcatori |  |

### Supercoppa di Russia
| Arbitro: | Lapočkin |

|                   |           |                             |
| Azmoun 45+2’, 52’ | Marcatori | 6’ Smolov 78’, 81’ Mirančuk |

## Statistiche

### Statistiche di squadra
| Competizione         | Punti | In casa | In casa | In casa | In casa | In casa | In casa | In trasferta | In trasferta | In trasferta | In trasferta | In trasferta | In trasferta | Totale | Totale | Totale | Totale | Totale | Totale | DR  |
| Competizione         | Punti | G       | V       | N       | P       | Gf      | Gs      | G            | V            | N            | P            | Gf           | Gs           | G      | V      | N      | P      | Gf     | Gs     | DR  |
| -------------------- | ----- | ------- | ------- | ------- | ------- | ------- | ------- | ------------ | ------------ | ------------ | ------------ | ------------ | ------------ | ------ | ------ | ------ | ------ | ------ | ------ | --- |
| Prem'er-Liga         | 72    | 15      | 10      | 5       | 0       | 37      | 9       | 15           | 12           | 1            | 2            | 28           | 9            | 30     | 22     | 6      | 2      | 65     | 18     | +47 |
| Coppa di Russia      | -     | 2       | 2       | 0       | 0       | 6       | 1       | 3            | 3            | 0            | 0            | 5            | 2            | 5      | 5      | 0      | 0      | 11     | 3      | +8  |
| Champions League     | 7     | 3       | 2       | 0       | 1       | 5       | 3       | 3            | 0            | 1            | 2            | 2            | 6            | 6      | 2      | 1      | 3      | 7      | 9      | -2  |
| Supercoppa di Russia | -     | 0       | 0       | 0       | 0       | 0       | 0       | 1            | 0            | 0            | 1            | 2            | 3            | 1      | 0      | 0      | 1      | 2      | 3      | -1  |
| Totale               | 79    | 20      | 14      | 5       | 1       | 48      | 13      | 22           | 15           | 2            | 5            | 37           | 20           | 42     | 29     | 7      | 6      | 85     | 33     | +52 |

### Andamento in campionato
| Giornata  | 1 | 2 | 3 | 4 | 5 | 6 | 7 | 8 | 9 | 10 | 11 | 12 | 13 | 14 | 15 | 16 | 17 | 18 | 19 | 20 | 21 | 22 | 23 | 24 | 25 | 26 | 27 | 28 | 29 | 30 |
| --------- | - | - | - | - | - | - | - | - | - | -- | -- | -- | -- | -- | -- | -- | -- | -- | -- | -- | -- | -- | -- | -- | -- | -- | -- | -- | -- | -- |
| Luogo     | C | T | T | C | T | C | T | C | T | C  | T  | T  | C  | T  | C  | T  | T  | C  | C  | C  | C  | C  | T  | C  | T  | T  | C  | T  | C  | T  |
| Risultato | V | V | V | N | V | N | P | V | V | V  | P  | V  | V  | V  | N  | V  | V  | V  | V  | N  | N  | V  | V  | V  | V  | V  | V  | N  | V  | V  |
| Posizione | 3 | 2 | 1 | 1 | 1 | 1 | 5 | 3 | 3 | 1  | 5  | 4  | 2  | 1  | 1  | 1  | 1  | 1  | 1  | 1  | 1  | 1  | 1  | 1  | 1  | 1  | 1  | 1  | 1  | 1  |

Legenda:

Luogo: C = Casa; T = Trasferta. Risultato: V = Vittoria; N = Pareggio; P = Sconfitta.